# Verwaltungsgemeinschaft Schlotheim
La Verwaltungsgemeinschaft Schlotheim est une communauté d'administration allemande qui regroupe 8 communes du land de Thuringe, dans l'arrondissement d'Unstrut-Hainich, au centre de l'Allemagne. En 2015, sa population est de 8 180 habitants.

## Source de la traduction
- (de) Cet article est partiellement ou en totalité issu de l’article de Wikipédia en allemand intitulé « Verwaltungsgemeinschaft Schlotheim » (voir la liste des auteurs).